# 壬生町立壬生中学校

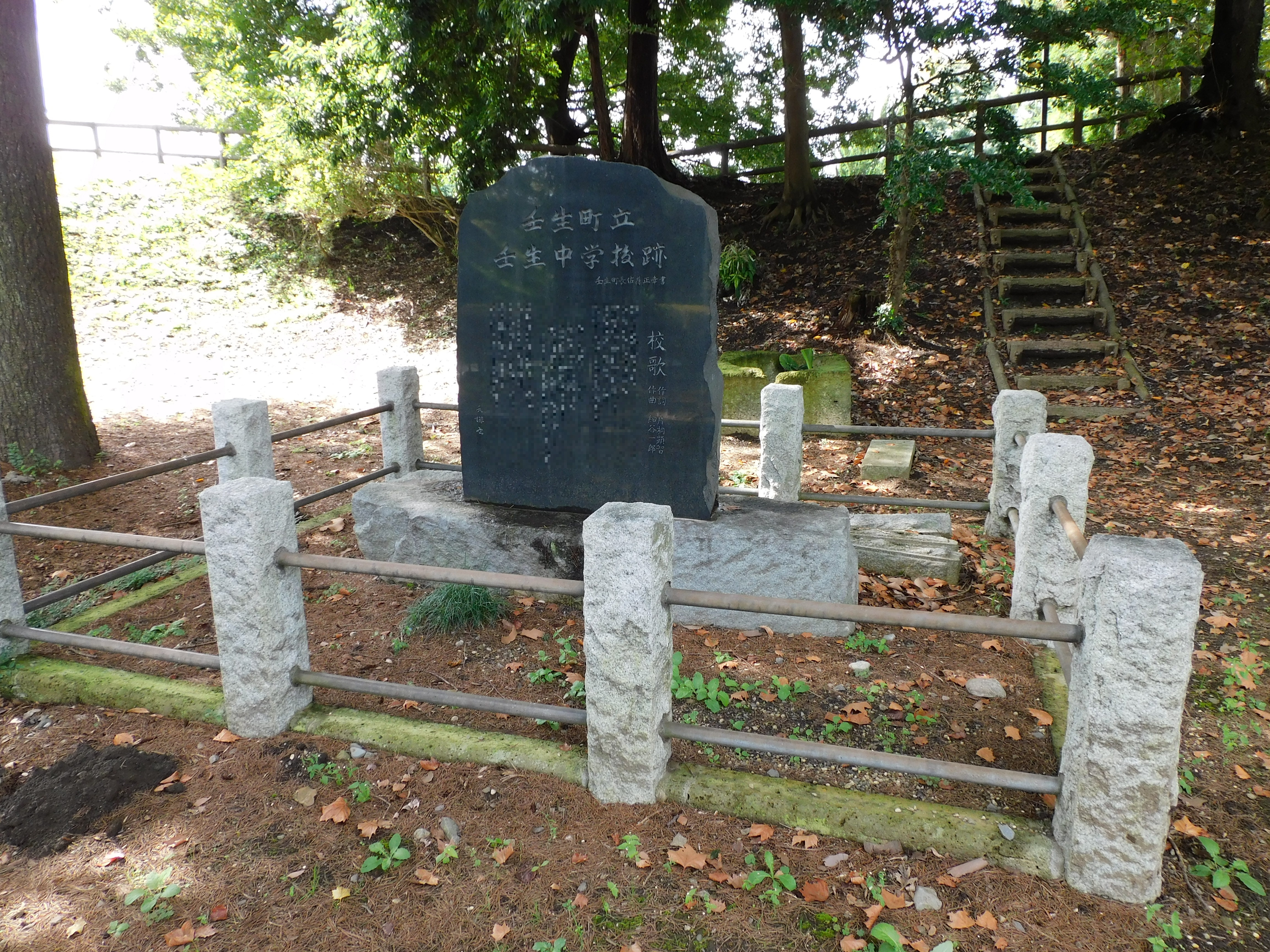
壬生町立壬生中学校跡の碑（壬生町城址公園）

壬生町立壬生中学校（みぶちょうりつ みぶちゅうがっこう）は、栃木県下都賀郡壬生町にある公立中学校である。

## 沿革
壬生町では、旧藩主である鳥居家より昭和初期に壬生町に寄付された壬生城址本丸（現、壬生町城址公園）を第二次世界大戦後に中学校用地とした。堀と土塁は西側や南側を残し町の青年団の勤労奉仕により削り埋め立てられ整地された。整地作業中の1948年2月22日午前11時に土砂崩れ事故が発生し勤労奉仕中の女性3名が巻き込まれ、うち一人は背骨を折る大怪我を負い、下都賀病院などで療養していたが翌年6月24日に死亡した。
- 1947年（昭和22年） 4月 - 壬生小学校の校舎の一部を利用して壬生中学校開設[3][2]
- 1948年（昭和23年）11月17日 - 壬生城址に新校舎竣工し、全校生徒715名のうち2,3年生477名は新校舎へ通学、283名の1年生は引き続き壬生小学校へ通う[1][2]
- 1950年（昭和25年）4月16日 - 校舎第二期工事竣工し1年生も中学校校舎へ通えるようになった[2]
- 1956年（昭和31年） - 本丸西側の堀や土塁を削り校庭拡張[4]
- 1961年（昭和36年） - 本丸西側の堀や土塁を整地し校庭拡張[4]
- 1981年（昭和56年） - 稲葉中学校と統合され[3]、壬生中学校は移転した[5]。

## 部活動
運動部
- 剣道部
- サッカー部
- 水泳競技部
- ソフトテニス部（男・女）
- ソフトボール部
- 卓球部
- バスケットボール部（男・女）
- バドミントン部（女子）
- バレーボール部（男・女）
- 野球部
- 陸上競技部

文化部
- 吹奏楽部
- パソコン部
- 美術部